# Bunodeopsis medusoides
Bunodeopsis medusoides är en havsanemonart som först beskrevs av Fowler 1888.  Bunodeopsis medusoides ingår i släktet Bunodeopsis och familjen Boloceroididae. Inga underarter finns listade i Catalogue of Life.